# Кошки против собак
«Кошки против собак» (англ. Cats & Dogs (дословно — рус. Кошки и собаки)) — американская семейная кинокомедия 2001 года режиссёра Лоуренса Гутермана. Сюжет фильма рассказывает о тайной войне между домашними любимцами — кошками и собаками. Название обыгрывает английский фразеологизм «cat and dog life», примерно соответствующий русскому «как кошка с собакой».

## Сюжет
Кошки и собаки враждуют с давних времён: кошки пытаются заразить всех людей аллергией на собак, а собаки этому пытаются воспрепятствовать. Бладхаунд по кличке Бадди охранял от кошек дом своего хозяина, профессора Чарльза Броуди (Джефф Голдблюм), который разрабатывал вакцину от аллергии на собак, и его семьи — жены Кэролин (Элизабет Перкинс) и сына Скотта (Александр Поллок). Обманом Бадди выманивают и похищают коты, о чём узнаёт анатолийская овчарка по кличке Бутч (Алек Болдуин), который сообщает своему начальству о случившемся. Собаки, у которых есть собственная секретная база с системой связи и школой подготовки суперагентов, срочно ищут замену любимцу профессора и готовят нескольких щенков добермана для охраны дома. Тем временем на одной ферме щенки бигля высмеивают своего младшего брата (Тоби Магуайр) за его чрезмерно свободолюбивый нрав, поскольку тот «хочет приключений» и активной жизни. Доберман подменяет щенков биглей на добермановских агентов, но не замечает спрятавшегося младшего: приехавшая на ферму Кэролин берёт как раз бигля домой на замену Бадди
Скотт недолюбливает новенького и предлагает назвать его «Лузером», но мама сокращает кличку до «Лу». Случайным образом Лу натыкается на взрывоопасную ловушку в виде собачьего снека, от которой его спасает Бутч. Бутч рассказывает Лу о работе агентов-собак и знакомит его со своими коллегами: Пиком (Джо Пантолиано), китайским хохлатым псом, который имеет оборудование для наблюдения и связи, и Сэмом (Майкл Кларк Дункан) — бобтейлом с густой шерстью. Он рассказывает коротко историю о войне между кошками и собаками, однако позже понимает, что вместо Лу должен был быть другой пёс. Глава кошек, белый персидский кот по кличке Мистер Тинклс (Шон Хейс), живёт в доме у тяжело больного хозяина мистера Мейсона (Майрон Нэтвик) и его домработницы Софи (Мириам Маргулис) и мечтает заразить людей аллергией на собак: для этого ему нужно украсть документы профессора Броуди по разработке вакцины против аллергии на собак. Для разведки Тинклс поручает своему помощнику Калико (Джон Ловиц), экзотическому короткошерстному коту, отправить двух девон-рексов-ниндзя (Дэнни Манн и Билли Уэст) в дом Броуди. Лу среди ночи ввязывается в драку и срывает планы ниндзя, которые сумели поставить жучок, но не пробраться в лабораторию.
Бутч скептически относится к успеху Лу, при этом разрываясь между работой и отношениями со своей бывшей возлюбленной, салюки Айви (Сьюзен Сарандон). Броуди тем временем испытывает образцы за образцом, однако после одного из них покрывается прыщами, чем смущает и щенка, и своего сына Скотти — а сам мальчик постоянно возмущается тем, что его отец увлечён работой и не пытается даже поддержать сына на футбольных матчах. Тинклс же после провала отправляет в дом профессора русского голубого кота-подрывника, чтобы украсть формулу: тот подставляет Лу, заставляя хозяйку выгнать щенка из дома, и втихаря устанавливает бомбу на дверь лаборатории. В дом проникают только Бутч и Лу (Пик и Сэм не успевают): оба ввязываются в бой против кота-наёмника, который громит гостиную, швыряясь сюрикенами. В разгар битвы в дом заходит миссис Броуди, которая не замечает бардака в гостиной, однако Лу хитростью всё-таки выводит из игры агента, а Бутч, несмотря на свой врождённый дальтонизм, обезвреживает бомбу. Наёмнику «случайно» не даёт подорвать бомбу с помощью детонатора и сам профессор, который пришибает того дверью. Из желудка кота собаки вытаскивают несколько вещей и записку от Тинклса, в которой тот намекает, что кое-где начнёт своё «чёрное дело».
Скотт, который решил поиграть в футбол, случайно зашвыривает мяч в лабораторию отца. Лу ненароком пинает мяч и устраивает бардак в лаборатории. Однако именно после этого бардака профессор и получает заветную формулу против аллергии, ликуя и сообщая радостную новость коллеге-доктору. Разгневанные Тинклс и Калико решаются похитить профессора и семью: Тинклс доводит Софи до обморока, заговорив при ней, привозит обманом находящегося в коме Мейсона на завод по производству рождественских ёлок и от имени хозяина выгоняет всех работников с завода. Калико же подбрасывает билеты на подставной футбольный матч семье Броуди, а когда та приезжает на место встречи, применяет усыпляющий газ и увозит семью в одно из помещений фабрики. Собаки же случайно обнаруживают у Калико кассету, на которой Тинклс требует выдать исследования профессора в обмен на жизнь семьи. На собрании собак со всего мира, которым управляет мастиф, собаки долго спорят, но решаются не отдавать формулу и пожертвовать семьёй. Лу гневается на Бутча за предательство, но тот сам сознаётся, что когда-то его бросил хозяин, и не простив старой хозяйке за наплевательское отношение к собакам. Лу решается принести формулу Тинклсу вместе с лабораторными устройствами, но тот сбегает с «трофеями», оставив Лу в дураках.
Бутч всё же решается идти спасать семью: вместе с Лу, Айви, Пиком и Сэмом они идут на завод Тинклса, где тот собирает армию мышей как распространителей заразы, обещая им в награду всю Австралию во владение. В ходе боя Тинклс поджигает помещение, где находятся Броуди, однако Лу спасает семейство Броуди и брошенного на произвол судьбы Калико. Тинклс борется против Бутча, и в решающий момент Лу приходит на помощь и выводит кота из игры, но получает удар по голове ковшом экскаватора(в результате он был на время в нокауте, а Скотт думал что он сильно пострадал), который разрушает бак с горючим веществом и приводит к взрыву фабрики. Бутч вытаскивает потерявшего сознание Лу на улицу, а Скотт просит прощения у любимца и называет его лучшим другом. Лу приходит в сознание и тоже называет Скотта лучшим другом, решаясь в итоге отказаться от карьеры агента и пожить обычной жизнью.
Тинклса же в наказание Софи увозит к своим сёстрам, которые издеваются над ним, наряжая его в смешные наряды, которые кот и до этого ненавидел.

## В ролях
- Джефф Голдблюм — Профессор Броуди
- Элизабет Перкинс — Миссис Броуди
- Александр Поллок[англ.] — Скотт Броуди
- Мириам Маргулис — Софи
- Майрон Нэтвик — Мистер Мэйсон

Озвучивание животных
- Тоби Магуайр — Лу (Lou the Beagle)
- Алек Болдуин — Бутч
- Джо Пантолиано — Пик
- Майкл Кларк Дункан — Сэм
- Шон Хейс — Тинклс
- Сьюзан Сарандон — Айви
- Джон Ловитц — Калико
- Билли Уэст — 1-й кот ниндзя
- Дэнни Манн — 2-й кот ниндзя

## Производство

### Съёмки
Дом Броди был снят в реальном доме: 1661 W 45th Avenue на Ванкувере, в Британской Колумбии. Дом Бутча также был снят в реальном доме: 6238 Churchill Street на том же самом месте. Футбольный стадион был снят в Пасифике Колизиума. Дом Мэйсона был снят в Замке Крейгдарроха в Викторим, Британской Колумбии. Другие сцены были сняты в ванкуверском парке развлечений Плэйнард.
Остальная часть фильма была снята в пещере летучих мышей на территории Бербанка. Домом Лу был первым этапом, офис Мэйсона и интерьер фабрики флокирования деревьев был вторым этапом, и международная встреча с собаками была третьим этапом. Части дома Броуди были сняты на студии.

## Релиз
«Кошки и собаки» был выпущены одновременно с эпизодом Chow Hound из шоу Looney Tunes, которая также была показана в самом фильме».
Фильм был выпущены 16 октября 2001 года на VHS и DVD.

## Саундтрек
13 июля 2001 года вышел саундтрек фильма, написанный Джоном Дебни.
Список:
| №                   | Название                                       | {{{extra_column}}}  | Длительность |
| ------------------- | ---------------------------------------------- | ------------------- | ------------ |
| 1.                  | «Main Titles»                                  | Джон Дебни          | 2:40         |
| 2.                  | «The Neighborhood»                             | Джон Дебни          | 3:10         |
| 3.                  | «Lou The Dreamer»                              | Джон Дебни          | 1:44         |
| 4.                  | «Meet Mr. Tinkles / The Formula»               | Джон Дебни          | 2:04         |
| 5.                  | «Kung-Fu Kats»                                 | Джон Дебни          | 2:28         |
| 6.                  | «Meet The Team»                                | Джон Дебни          | 1:21         |
| 7.                  | «The Russian!»                                 | Джон Дебни          | 2:53         |
| 8.                  | «Team Theme / Montage / The Discovery»         | Джон Дебни          | 4:04         |
| 9.                  | «Tinkles Plots / Limo Ride / Flocking Factory» | Джон Дебни          | 3:41         |
| 10.                 | «Blasting To Headquarters»                     | Джон Дебни          | 2:23         |
| 11.                 | «Lou Saves The Day»                            | Джон Дебни          | 3:41         |
| 12.                 | «Lou's Alive!»                                 | Джон Дебни          | 2:11         |
| 13.                 | «Dress-Up Time For Tinkles»                    | Джон Дебни          | 1:32         |
| 14.                 | «What's New Pussycat?»                         | Tom Jones           | 2:08         |
| Общая длительность: | Общая длительность:                            | Общая длительность: | 33:52        |

## Критика и отзывы
«Кошки против собак» получили смешанные отзывы от критиков. На Rotten Tomatoes фильм имеет 53 % рейтинга одобрения, основанных на 118 отзывах, со средним рейтингом 5,5 из 10. Metacritic, который использует совокупность рейтинговой системы, собрала средние 47 баллов из ста, на основе 26 отзывов. Джейн Хорвиц из Washington Post предоставила фильму положительный обзор, назвав его «удивительным остроумным и изощренным шпионским обманом, которые будут щекотать взрослых любителей животных и по-прежнему захватывают детей с 6-и лет и старше с любовью к мальчику и его собаке и домашним поносом». Напротив, Кеннет Туран из Los Angeles Times написал «Раздражающий, детский и более безумный, чем смешной, «Кошки против собак» справляется с несколькими приятными моментами, но их не стоит ждать».

## Сборы
Когда фильм был выпущен в День независимости в 2001 году, фильм занял первое место, опередив «Очень страшное кино 2», поскольку он собрал 21,707,617 долларов США по среднему из 740 долларов США из 3040 кинотеатров. Однако на следующей неделе он потерял бы 44 % от своего бюджета, так как он схватил третье место за второй уикенд, заработав $ 12,033,590, отставая от «Блондинка в законе» и «Медвежатник. Фильм собрал 93 миллиона долларов США внутри страны и 107 миллионов долларов за рубежом на общую сумму 200 миллионов долларов во всем мире при бюджете в 60 миллионов долларов. Таким образом фильм хорошо окупился в прокате.

## Награды и номинации
«Кошки против собак» были номинированы на премию Молодой актёр за лучший художественный фильм (комедию) и лучшую работу молодого актёра Александра Поллока. Джон Дебни выиграл премию ASCAP за его музыкальный вклад в этот фильм, а также вклад для «Дневники принцессы» и « Дети-шпионы.
Хестон получил награду «Золотая малина в звании худшего актёра.

## Продолжение
В сентябре 2008 года под руководством Брэда Пейтона вышел фильм под названием «Кошки против собак: Месть Китти Галор» и был выпущен 30 июля 2010 года. Майкл Кларк Дункан, Джо Пантолиано и Шон Хейс вновь озвучили Сэма, Пика и Мистера Тинклса, в то время как Ник Нолти и Уоллес Шон заменили Алека Болдуина и Джон Ловитц для ролей Бутча и Калико; Чарлтон Хестон, который озвучил «Мастифа» из первого фильма, умер от пневмонии 5 апреля 2008 года. В этом фильме Лу теперь взрослый и озвучен Нил Харрис Патрик. Джеймс Марсден, Кристина Эпплгейт и Бетт Мидлер озвучили новых персонажей Диггса, Кэтрина и саму Китти Галор.